# مايك جان
مايك جان (بالإنجليزية: Mike Gann)‏ هو لاعب كرة قدم أمريكية أمريكي، ولد في 19 أكتوبر 1963 في ستيلووتر في الولايات المتحدة.

## وصلات خارجية
- مايك جان على موقع مرجع كرة القدم المحترفة.كوم (الإنجليزية)